# KkStB-Tenderreihe 3
Die kkStB-Tenderreihe 3 war eine Schlepptenderreihe der kkStB, deren Tender auch von der Mährischen Westbahn und von der Niederösterreichischen Südwestbahnen (NÖSWB) stammten.
Die NÖSWB beschaffte diese Tender 1876/77 von der Wiener Neustädter Lokomotivfabrik für ihre Lokomotiven 1–7B und 1–6A.
1887 und 1889 bestellte die kkStB für den eigenen Bedarf und für die Mährische Westbahn weitere zehn Stück dieser Tender, die sie bei der Verstaatlichung der NÖSWB als Reihe 3 eingeordnet hatte.